# Stanley Clarke
Stanley Clarke (Philadelphia, 1951. június 30. –), amerikai, négyszeres Grammy-díjas basszusgitáros, bőgős, filmzeneszerző. Az egyik első fúziós dzsessz együttes, a Forever alapítója.

## Pályafutása
A Grammy-díjas Stanley Clarke a világ egyik legismertebb akusztikus- és elektromos basszusgitárosa, amellett zeneszerző, karmester és producer is. A fúziós egyik legjelentősebb úttörője. Híressé vált vad, szenvedélyes játéksílusa, így fellépései igazi show-vá válnak.
Stanley Clarke Quincy Jones, Paul McCartney, Keith Richards, Aretha Franklin, Stevie Wonder, Chaka Khan, The Police, Herbie Hancock és mások fontos munkatársa.
Számos film zeneszerzője.
Többször is járt Magyarországon.

## Együttesek
- Return to Forever
- The Stanley Clarke Band

## Lemezek
- 1973: Children of Forever
- 1974: Stanley Clarke
- 1975: Journey to Love
- 1976: School Days
- 1977: Live (1976-1977)
- 1978: Modern Man
- 1979: I Wanna Play for You
- 1979: Lips
- 1980: Rocks, Pebbles and Sand

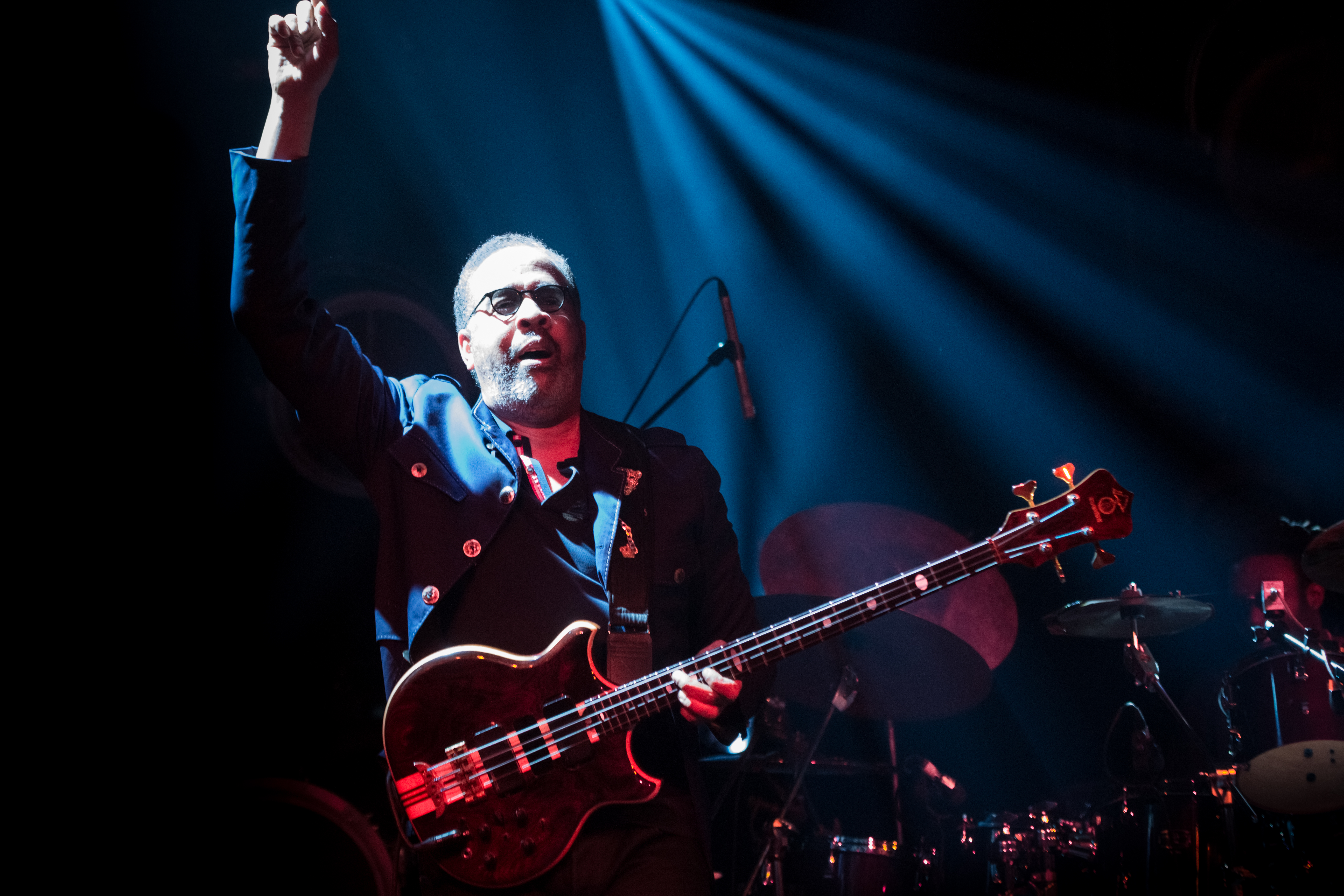

- 1981: The Clarke/Duke Project, Vol. 1
- 1982: Let Me Know You (Columbia)
- 1983: The Clarke/Duke Project, Vol. 2
- 1984: Time Exposure
- 1985: Find Out!
- 1986: Hideaway
- 1988: If This Bass Could Only Talk
- 1989: 3
- 1992: Passenger 57
- 1993: East River Drive
- 1993: Live at the Greek
- 1995: Rite of Strings
- 1995: At the Movies
- 2003: 1, 2, to the Bass
- 2007: The Toys of Men
- 2008: Thunder
- 2009: Jazz In The Garden
- 2010: The Stanley Clarke Band
- 2014: Up
- 2015: D-Stringz avec Biréli Lagrène et Jean-Luc Ponty
- 2018: The Message

## Díjak
- 2006: Lifetime Achievement Award, Bass Player
- 2008: Honorary doctorate in fine arts, The University of the Arts
- 2009: Honorary Doctorate in Music, Musicians Institute
- 2011: Miles Davis-díj
- 2011: The Stanley Clarke Band (Album)
- 2012: Latin Grammy-díj – (Best Instrumental Album; Forever c. album , km.:  Chick Corea, Lenny White)

## Filmek
- Stanley Clarke az IMDb-n